# هیرواکی ساتو
هیرواکی ساتو (به انگلیسی: Hiroaki Sato) بازیکن فوتبال اهل ژاپن و عضو تیم ملی فوتبال ژاپن است که در تاریخ ۰۲ ژانویه ۱۹۵۵ میلادی اولین بازی ملی‌اش را انجام داد. او در ۱۵ بازی ملی حضور داشت و آخرین بازی ملی خود را در تاریخ ۱۱ ژانویه ۱۹۵۹ میلادی انجام داد. هیرواکی ساتو در بازی‌های ملی‌اش
گلی به ثمر نرساند.